# The Yale Review
The Yale Review est la revue littéraire trimestrielle auto-proclamée [Quoi ?] la plus ancienne des États-Unis. Elle est publiée par l'Université de Yale.
Elle a été fondée en 1819 sous le nom de The Christian Spectator en soutien à l'Évangélisme. Au fil du temps, elle a commencé à publier davantage d'articles sur l'histoire et l'économie, et a été renommée The New Englander en 1843. En 1885, elle a été rebaptisée The New Englander and Yale Review jusqu'en 1892, quand elle a pris son nom actuel The Yale Review. Dans le même temps, l'éditeur Henry Wolcott Farnam a donné à la revue une optique plus tournée vers la politique américaine et internationale, l'économie et l'histoire.
L'histoire moderne de la revue commence en 1911 sous la direction de Wilbur Cross. Cross est resté éditeur pendant trente ans, à la grande époque de la revue. Les contributeurs au cours de cette période, en fonction du site web de la revue, comprenaient Thomas Mann, Henry Adams, Vida Dutton Scudder, Virginia Woolf, George Santayana, Robert Frost, José Ortega y Gasset, Eugene O'Neill, Léon Trotsky, H. G. Wells, Thomas Wolfe, John Maynard Keynes, H. L. Mencken, A. E. Housman, Ford Madox Ford, et Wallace Stevens.
L'actuel rédacteur en chef est Harold Augenbraum, écrivain, traducteur et ancien Directeur Exécutif de la National Book Foundation (en)